# Chloe Sonnenfeld
Chloe Sonnenfeld (19 de maio de 1993) é uma atriz norte-americana. Seu filme de maior destaque é Férias no Trailer de 2006, onde interpretou "Moon Gornicke". Chloe é filha do diretor Barry Sonnenfeld.

## Filmografia
| Filmes | Filmes                   | Filmes                                                                       | Filmes        |
| Ano    | Título                   | Papel                                                                        | Notas         |
| ------ | ------------------------ | ---------------------------------------------------------------------------- | ------------- |
| 1997   | MIB - Homens de Preto    | Alien nos monitores de TV                                                    | Não creditada |
| 2002   | Grande Problema          | Garota na scooter                                                            | Não creditada |
| 2002   | MIB - Homens de Preto 2  | Elizabeth a garota no correio                                                |               |
| 2006   | RV                       | Moon Gornicke                                                                |               |
| 2012   | MIB³ - Homens de Preto 3 | Garota que estava em um parque próximo a Boris versão motoqueiro, no passado | Não creditada |